# Дракпа Джунне
Дракпа Джунне (тиб. གྲགས་པ་འབྱུང་གནས; 1414—1445) — 7-й десі (регент-володар) Тибету в 1432—1445 роках. Почався занепад правлячої династії.

## Життєпис
Належав до династії Пагмодрупа. Син Санг'є Г'ялцена та Кунга Пал Дзоммі з роду Рінпунпа. Народився 1414 року. Мав чернече виховання і за традицією був висвячений на ламу монастиря Цетханг.
Після смерті свого стрийка — Дракпи Г'ялцена, десі Тибету, сановники не змогли дійти згоди про правонаступництво. В справу втрутився Норзан, цзонпен Рінпуна, що запропонував кандидатуру Дракпу Джунне. Хоча Санґє Г'ялцен мав свої власні плани на трон він підкорився рішенню більшості настоятелем і знаті.
У 1434 році Санг'є Г'ялцен все ж висунув свої права на трон. Війна тривала до 1434 року, коли Санг'є Г'ялцен зазнав поразки й Ярг'ябу. В регіоні Цанг значної ваги набув Норзан, що допоміг Дракпа Джунне здолати батька, фактично десіконтролював лише регіон Уй. 1439 року отримав від мінського уряду титули чаньхуавана (князя, що розповсюджує буддизм), гоші (наставник держави).
Більше уваги приділяв релігії танамаганням покращити мораль тибетців. З огляду на це видав низку законів, що обмежували проституцію та вживання чангу. На відміну від попередньої практики, яка передбачала безшлюбність для десі, Дракпа Джунне одружився з Зомдрак Ванджам з родини Харпа. Його особистим секретарем був Гой-лоцава Шоннупел, автор «Блакитних анналів».
1443 року замирився з батьком. Помер 1445 року. Йому спадкував зведений брат Кюнга Лекпа.